# Vardanes II.

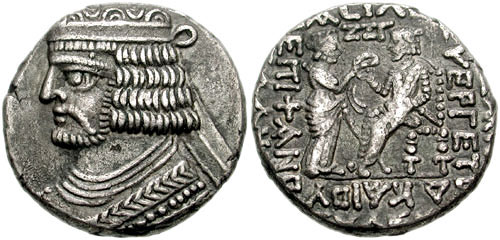
Münze des Vardanes II. Sie isit in Seleukia geprägt worden und datiert in das Jahr 367 der Seleukidischen Ära (Era Audunaiou 367), was dem Jahr 55 entspricht

Vardanes II. war ein parthischer Gegenkönig, der von 55 bis etwa 58 regierte.
Er war ein Sohn von Vologaeses I., gegen den er sich erhob. Das Ereignis wird kurz bei Tacitus erwähnt. Vardanes II. ist ansonsten nur von seinen Münzen bekannt, die in Ekbatana und Seleukia am Tigris geprägt wurden, Orte, die er also zumindest zeitweise beherrschte. Es handelt sich um Drachmen und Tetrachmen, die von 56 bis 58 datieren. Nichts weiter ist zu seiner Person und Regierungszeit bekannt.